# Peter Checkland
Peter Bernard Checkland (* 18. Dezember 1930 in Birmingham) ist ein britischer Managementforscher.
Nach einem Studium der Chemie am St John’s College (Oxford) arbeitete er 15 Jahre bei Imperial Chemical Industries. Anschließend trat er in das Departement für Systems Engineering der Lancaster University ein, wo er ein Programm zur Aktionsforschung leitete.
Checkland ist Begründer der Soft Systems Methodology des Systemdenkens. Er ist mehrfacher Ehrendoktor (City University London, Open University, Erasmus-Universität Rotterdam, Wirtschaftsuniversität Prag).

## Werke
- 1981, Systems Thinking, Systems Practice, Wiley [rev 1999 ed] (ISBN 978-0-471-98606-5)
- 1990, Soft Systems in Action, Wiley (mit Jim Scholes) [rev 1999 ed] (ISBN 978-0-471-98605-8)
- 1998, Information, Systems and Information Systems, Wiley (mit Sue Holwell) (ISBN 978-0-471-95820-8)
- 2006, Learning For Action: A Short Definitive Account of Soft Systems Methodology, and its use Practitioners, Teachers and Students, Wiley (mit John Poulter) (ISBN 978-0-470-02554-3)